# 하마카와 후미에
하마카와 후미에(일본어: ハマカワフミエ, 1985년 5월 27일~)는 일본의 여배우이다.